# FC Bavois
FC Bavois is een Zwitserse voetbalclub uit de plaats Bavois, dat in het kanton Vaud ligt. De vereniging werd in 1941 opgericht en speelt de thuiswedstrijden in het Stade des Peupliers. De sportaccommodatie is door weilanden omgeven en heeft een tribune met 75 zitplaatsen. De kleuren van de vereniging zijn rood-wit. 

## Geschiedenis
Op 1 maart 1941 werd de voetbalvereniging opgericht door jongeren. Het standaardelftal komt vooral uit in de lagere amateurklassen, maar klim steeds hoger in de voetbalpiramide. Het grootste succes in de geschiedenis werd bereikt in het seizoen 2015/2016 toen het via de eindronde promoveerde naar de hoogste amateurklasse, de Promotion League. Het versloeg in de halve finale FC Münsingen en in de finale werd FC Baden verslagen. 